# Cerodontha trispinella
Cerodontha trispinella este o specie de muște din genul Cerodontha, familia Agromyzidae, descrisă de Spencer în anul 1977. Conform Catalogue of Life specia Cerodontha trispinella nu are subspecii cunoscute.